# Eumops chimaera
Eumops chimaera (Gregorin, Moras, Acosta, Vasconcellos, Poma, dos Santos & Paca, 2017) è un pipistrello della famiglia dei Molossidi diffuso in America meridionale.

## Descrizione

### Dimensioni
Pipistrello di medie dimensioni, con la lunghezza della testa e del corpo tra 78 e 91 mm, la lunghezza dell'avambraccio tra 66 e 68,5 mm, la lunghezza della coda tra 58 e 61 mm, la lunghezza delle orecchie tra 27,5 e 31 mm.

### Aspetto
Le parti dorsali sono marroni scure, mentre quelle ventrali sono più chiare. Il muso è nerastro e leggermente peloso, il bordo superiore delle narici è rivestito da protuberanze nerastre. Le orecchie sono grandi, arrotondate, nerastre e sono unite tra loro alla base. Il trago è quadrato. Sono presenti delle ghiandole sotto la gola. L'estremità della coda si estende leggermente oltre l'uropatagio il quale è di color grigiastro. 

## Biologia

### Alimentazione
Si nutre di insetti.

## Distribuzione e habitat
Questa specie è diffusa nella Bolivia orientale e nello stato brasiliano di Minas Gerais.
Vive nelle foreste semi-decidue e nella vegetazione arbustiva tra 300 e 500 metri di altitudine.

## Conservazione
Questa specie, essendo stata scoperta solo recentemente, non è stata sottoposta ancora a nessun criterio di conservazione.